# クロード・ダジャン
クロード・ジャン・ピエール・ダジャン（Claude Jean Pierre Dagens、1940年5月20日 - ）は、フランスのカトリック聖職者。アカデミー・フランセーズ会員（第1番）。ボルドー出身。高等師範学校卒業。
カトリックに敵対しているフリーメイソンとの対話を試み、物議を醸した
。